# Sarnowo (Grzybno)
Sarnowo (kaszb. Sarnowò) – część wsi Grzybno w Polsce, położona w województwie pomorskim, w powiecie kartuskim, w gminie Kartuzy. Wchodzi w skład sołectwa Grzybno.
W latach 1975–1998 Sarnowo administracyjnie należało do województwa gdańskiego.